# John Watson (jinete)
John Watson (Londres, 3 de febrero de 1952) es un jinete irlandés que compitió en la modalidad de concurso completo.
Ganó una medalla de plata en el Campeonato Mundial de Concurso Completo de 1978 y dos medallas en el Campeonato Europeo de Concurso Completo, oro en 1979 y bronce en 1977.

## Palmarés internacional
| Campeonato Mundial | Campeonato Mundial         | Campeonato Mundial | Campeonato Mundial |
| Año                | Lugar                      | Medalla            | Categoría          |
| ------------------ | -------------------------- | ------------------ | ------------------ |
| 1978               | Lexington (Estados Unidos) | Medalla de plata   | Individual         |
| Campeonato Europeo |                            |                    |                    |
| Año                | Lugar                      | Medalla            | Categoría          |
| 1977               | Burghley (Reino Unido)     | Medalla de bronce  | Por equipos        |
| 1979               | Luhmühlen (RFA)            | Medalla de oro     | Por equipos        |